# Antropoentomofagia
Antropoentomofagia é o consumo direto de insetos ou de seus produtos pelo ser humano.

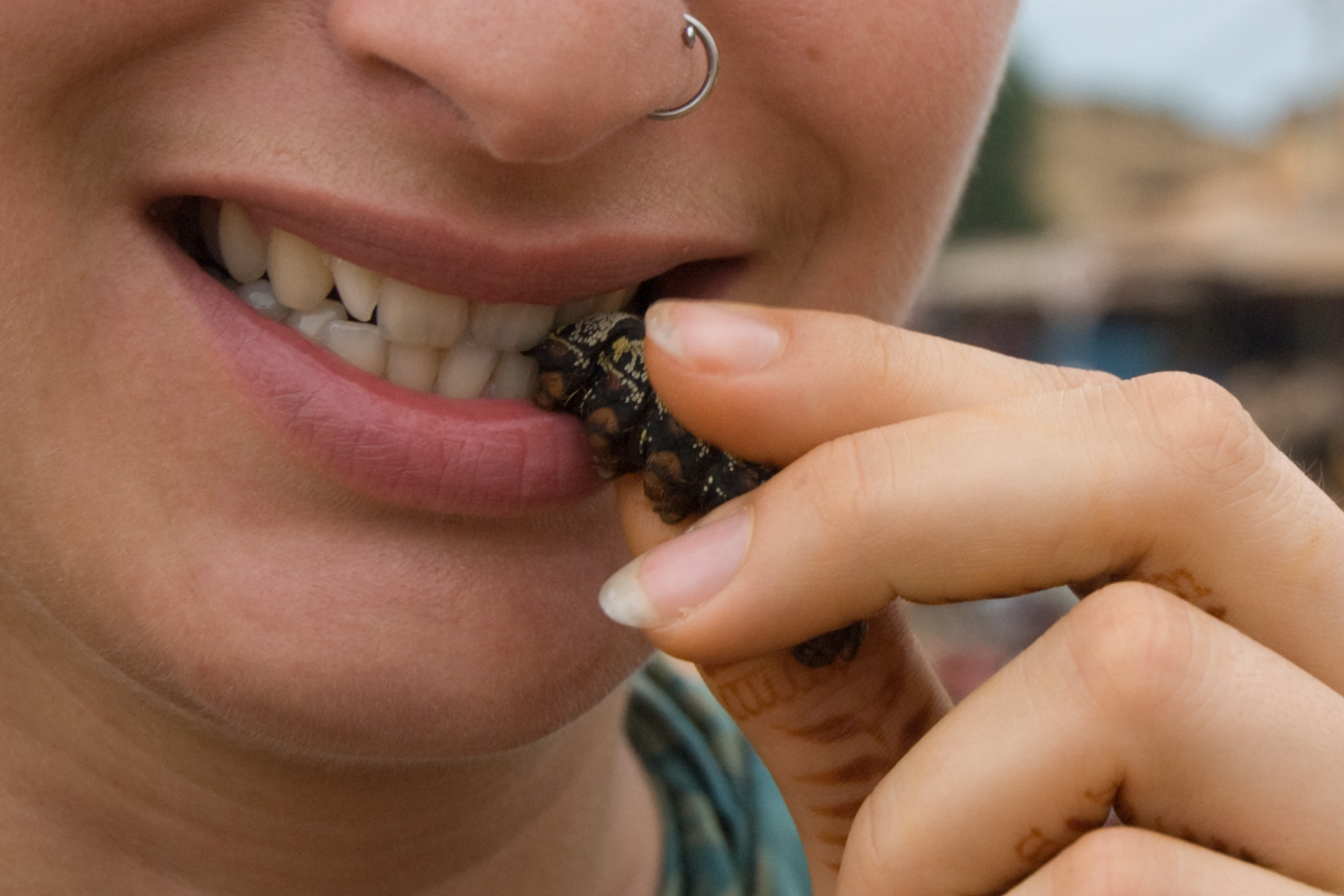
Comer uma lagarta cirina em Burkina Faso

O nome provém de três palavras gregas: Anthropos = ser humano, Entomon = inseto e Phagein = comer.
A ideia de adicionar insetos na dieta é repugnante para muitas pessoas, embora a maioria deles seja uma excelente fonte nutricional. São ricos em proteínas, aminoácidos, sais minerais e apresentam alto valor energético. Os nativos das Américas, assim como muitos povos asiáticos, africanos e da Oceania incluem insetos em suas dietas há séculos. Insetos são consumidos em suas fases de adultos como nas fases imaturas (ovo, larva e crisálida ou pupa.
Na Inglaterra e na Irlanda do século XIX era costume pelos apreciadores de pratos exóticos espalhar no pão uma massa feita a partir de baratas sem cabeça e intestinos cozidas na manteiga, farinha e sal. Mesmo hoje no México e na Tailândia insetos são servidos em restaurantes, feiras e bancas de comida. Em Londres há loja especializada na venda de insetos comestíveis como formigas colombianas e grilos com chocolate. Já em Barcelona há no Mercado da Boqueria restaurante que serve vermes com queijo, grilos ao curry, formigas e larvas carameladas e vodka com escorpião.
Há empresas no México, Estados Unidos, França, Japão, China e África do Sul que preparam e embalam vários tipos de insetos e outros pequenos invertebrados e os exportam para inúmeros países.
Em Minas Gerais há uma empresa que comercializa via internet insetos vivos como grilos, baratas e tenébrios (Bicho-da-farinha). Seus clientes são pet shops, zoológicos, pesqueiros, fabricantes de rações para pássaros, peixes e pequenos mamíferos, Centro de Triagem de Animais Silvestres, projetos de resgate de fauna em hidroelétricas, etc. Amostras foram também enviadas para restaurantes mexicanos de São Paulo.
Na Bíblia gafanhotos são recomendados como alimento e o maná, fornecido por Deus ao povo israelita, tendo como guia Moisés, enquanto vagava pelo deserto em busca da terra prometida, nada mais é do que a secreção açucarada da cochonilha (Trabutina mannipara).
Aristóteles nos ensinou que as cigarras eram muito valorizadas na dieta da antiga Grécia e as fêmeas repletas de ovos eram mais apetitosas do que os machos. Nobres chineses deleitavam-se com pupas de formigas. Gafanhotos assados com vinagre e pimenta eram muito apreciados por pastores do Ático (região onde se localiza Atenas), segundo Aristófanes.
A FAO (Organização das Nações Unidas para Alimentação e Agricultura) reconheceu a importância dos insetos na alimentação humana e lançou em Roma em 13 de maio de 2013 o livro Edible Insects: future prospects for food and feed security, onde ressalta que:
- A criação comercial de insetos teria um grande impacto positivo não só no meio ambiente, como também no suprimento de proteínas para uma população cada vez mais necessitada de fontes de alimento.
- Insetos são ricos em proteínas, gorduras e minerais, podendo ser consumidos inteiros, moídos, em forma de pasta ou incorporados em outros alimentos.
- Embora o consumo de insetos seja desprezado pelos europeus e norte-americanos, os insetos suplementam a dieta de mais de dois milhões de pessoas na América Latina, África e Ásia.
- Com cerca de um milhão de espécies, ao menos um mil e novecentos são utilizadas regularmente como alimento. Inúmeras outras espécies poderiam ser incorporadas como resultado de estudos.
- Os insetos mais consumidos são os besouros, as larvas, abelhas, vespas, formigas, gafanhotos e grilos.
- A maioria dos insetos consumidos hoje em dias provém de sua coleta na natureza, sendo que, se fossem implantadas criações comerciais, a oferta de alimentos aumentaria substancialmente.
- Com o constante aumento da população humana na Terra, a criação de animais para consumo e mesmo como animais de estimação vai aumentar significativamente a demanda por água e solo agriculturável, o que pode ameaçar áreas hoje ocupadas por florestas.
- A criação de porcos, por exemplo, libera, por quilograma de carne produzida, de 10 a 100 vezes mais gases de efeito estufa do que a criação de insetos.
- Insetos podem ser alimentados com restos orgânicos produzidos pelo homem, o que reduziria o impacto sobre o meio ambiente.
- Comparada com a dos animais tradicionais, a tecnologia para a criação de insetos é relativamente simples, podendo ser adotada em zonas rurais e em locais com escassez de alimentos.

Deve ser ressaltado que a maioria dos insetos consegue converter plantas em biomassa cinco vezes mais rápido do que a vaca. Por outro lado, o valor protéico, por exemplo, da formiga tanajura é de cerca de 40% ante 23% da carne de frango e 20% da de boi. Estima-se que há cerca de 10 milhões de espécies de insetos atualmente, sendo que apenas 1 milhão são conhecidas. Pertencem ao Filo Arthropoda, Classe Insecta e se caracterizam pelo corpo dividido em cabeça, tórax e abdome, com três pares de pata. Dos animais, são os que apresentam a maior capacidade adaptativa, podendo habitar a terra, o ar e a água. Na natureza desempenham inúmeros papéis como polinizadores, decompositores, dispersores de sementes, predadores, parasitas, mantenedores da estrutura do solo, bem como servirem de alimento para outros animais. Nos dias de hoje cerca de 3.000 grupos étnicos consomem cerca de 1.500 espécies de insetos em 120 países.

## O consumo de insetos entre os nativos das Américas
Os europeus quando iniciaram a colonização do Novo Mundo ficaram abismados com a quantidade de povos que nele habitavam e por vários de seus costumes, entre os quais seus tipos de alimentação. Um dos ítens que mais causou impacto foi o disseminado consumo de insetos e de outros animais invertebrados.

### Abelhas
Insetos pertencentes à Ordem Hymenoptera, existem a mais de 40.000 anos, além de serem talvez os insetos que mais auxiliam na polinização das flores, também produz o mel, a cera, própolis e geleia real. O gênero é Apis spp. proveniente do Velho Mundo, enquanto a maioria das nativas das Américas, da tribo Meliponini, não possuem ferrão.
O mel de abelhas faz parte da dieta humana desde os primórdios da civilização. A maioria dos índios das Américas recolhia tanto os insetos como seus produtos (mel e cera) dos ninhos nas florestas.
Larvas e pupas eram assadas com o favo e ingeridas puras ou com farinha de mandioca pelos índios Pankararé, da Bahia. Os Tapirapé do Mato Grosso gostavam de mel. Os índios do Mato Grosso, os Panará, coletavam o mel e o ingeriam com açaí ou diluído em água. Já os Paresi, do Mato Grosso, eram uns dos poucos índios da América do Sul que domesticavam abelhas. Mantinham-nas em cuias com duas aberturas, uma para a entrada dos insetos e outra, bloqueada com cera, por onde eram retirados os favos.
A cera da abelha era utilizada ainda no século XVI na confecção de instrumentos musicais como maracá, flauta e apito, como cola, vedação de utensílios, polimento e lubrificação de artesanatos e em algumas tribos em iluminação. A cera era armazenada em forma de rolos pretos e também utilizada para proteger grossos canudos de bambu empregados para a guarda de plumas. Os Bakairi de Mato Grosso consumiam o mel e usavam a cera para tapar buracos ou fissuras na canoa, confeccionar flechas e, quando queimada no interior das habitações, desempenhar o papel de inseticida. Os Parakanã do Pará untavam fios de algodão com cera para fazer tochas.
Os Araweté do Pará valorizam sobremaneira o consumo de mel de abelhas e vespas e os classificam em 45 tipos, comestíveis ou não. Associam a época de seu intenso consumo, que se inicia em setembro, à chegada à aldeia do espírito do Ayaraetã, o pai do mel, atraído pelos chamãs. Os Kawaiweté, do Parque Nacional do Xingu, conheciam 40 espécies de abelhas nativas e muitas delas ainda não foram identificadas cientificamente. Os Kisêdje identificavam 33 espécies de abelhas nativas. Os Ikpeng, da mesma região, classificavam as abelhas de acordo com tamanho, agressividade, cor, hábito de nidificação, cheiro e se eram comestíveis ou não. Os Kaiapó da Amazônia conheciam mais de cinquenta espécies de abelhas e as comiam cruas, assim como os marimbondos.
Os Rikbaktsa do Mato Grosso empregam o mel como adoçante, misturado à água e para adoçar uma grande variedade de refrescos e sopas feitos de inúmeros vegetais. Quando algum índio Cinta Larga do Mato Grosso em viagem ou caçada encontrava árvore com colmeia na floresta ele marcava o local e dias depois organizava excursão para retirar o mel. Também era o responsável por limpar o local, orientar a derrubada da árvore, remover os favos e distribuí-los aos companheiros, ficando com a maior parte para ele e sua família.
Se a colmeia fosse no solo os índios que estavam na frente colocavam um pedaço fino de madeira na entrada. Os que estavam atrás cavavam buracos que chegavam a três metros de profundidade para chegar à colmeia. Os Botocudo de Minas Gerais quebravam com pedras o tronco da árvore que continha a colmeia expondo os favos. O mel era coletado com cascas de árvores e devorado. Transportavam o mel embebido em grandes bolas feitas do miolo do tronco de uma árvore.
Os Parakanã do Pará derrubavam as colmeias das árvores e para transportar o mel, envolviam os favos em pínulas da palmeira Jussara. Outra maneira de alguns índios transportarem o mel era colocá-lo em uma vasilha confeccionada com folhas sobrepostas e amarradas pelas duas extremidades.

### Besouros
Besouros são insetos pertencentes à Ordem Coleoptera, com mais de 350 mil espécies, sendo o grupo animal mais diversificado do planeta. A maioria se alimenta de plantas, podendo se tornar pragas como os besouros-da-cana, enquanto outros são úteis como as joaninhas, vorazes devoradoras de pulgões.
Os Tucano do rio Uaupés, no Amazonas comemoravam com muita festa e ingestão de bebida alcoólica o surgimento de besouros na região, de agosto a dezembro. Os insetos eram torrados e guardados para consumo pelos meses seguintes. Os Kalapalo do rio Xingu também consumiam besouros.
Povos indígenas do rio Uaupés, no Amazonas, consumiam besouros vivos ou torrados e os Athabascan do Alasca tostavam besouros e os comiam.

### Cigarras
A cigarra pertence à Superfamília Cicadoidea da Ordem Hemiptera, compreendendo mais de 1500 espécies.
Os Cahuilla do sul da Califórnia, USA, grelhavam as cigarras para comê-las. O que sobrava era seco e guardado para ser depois consumido puro ou acompanhando papas. Os Shoshoni de Idaho, Nevada, Califórnia e Utah coletavam os insetos pela manhã, quando estava frio, grelhava-os para queimar as pernas e asas e depois os triturava. Os Paiute de Nevada, Califórnia, Oregon e Idaho coletavam os insetos pela manhã e pelo fim da tarde e os assavam em um pequeno buraco no solo. No processo as pernas e asas eram queimadas e depois os insetos eram armazenados para consumo nos meses de inverno

### Cupins ou Térmitas
O cupim ou térmita pertence à Ordem Isoptera, com 2.800 espécies catalogadas. Prestam grande serviço à natureza, reciclando os componentes da madeira de árvores mortas. Pelo mesmo motivo podem se tornar pragas, quando atacam madeiras em construções feitas pelo homem.
Indígenas do noroeste amazônico incluíam em suas dietas os cupins. Os cupins também eram adicionados aos seus alimentos e desempenham o papel de sal, uma vez que apresentam sabor salgado. Os índios Desâna e outras etnias, das margens do rio Uaupés e seus afluentes, coletavam os insetos enfiando um funil feito de folha de bananeira-brava (Heliconia spp.) no orifício do cupinzeiro. Muito apreciados eram uns cupins amarelos que eram comidos vivos ou assados após saírem dos buracos em dias de chuva. Outro tipo, sem asas, era ingerido de maneira semelhante.
Os índios Enawenê-nawê, do Mato Grosso, consumiam o cupim subterrâneo do gênero Syntermes após colocá-lo em recipiente com água e depois removendo-o e o aquecendo levemente sobre um prato de cerâmica levado ao fogo. A coleta era feita introduzindo vareta fina nas galerias e olheiros. Os insetos ferroavam a vareta e nela ficavam presos. Para coletar cupins do gênero Nasutitermes que constroem ninhos em troncos de árvores, primeiro era feita a identificação da espécie para saber se era comestível. Para isto, quebravam pequena porção de um dos túneis que saiam do ninho e se dirigiam para outras partes da árvore. A seguir esfregava o dedo na secção quebrada e, pelo odor, sabia se o inseto podia ser comido. Em caso positivo era feito andaime ao longo do tronco até atingir o ninho. Este era quebrado e as partes que caiam no chão eram esmigalhadas em tabuleiro de madeira. Adultos e pupas eram recolhidos em folhas de palmeiras colocadas abaixo do tabuleiro e nelas empacotados. Posteriormente era feito um espeto com os pacotes. O pacote era levado ao fogo e os insetos ficavam prontos para o consumo.
Os Maué do estado do Amazonas embrulhavam os cupins em folha de bananeira e os secavam no moquém para posterior ingestão. Índios do rio Negro apreciavam ao menos três espécies de cupins, por eles chamados de maniuara, exkó e buxtuá, que eram ingeridos crus ou assados.
Indígenas do Departamento de Vaupés, na Colômbia, também consumiam cupins.

### Formigas
“... a estas formigas comem os índios torradas sobre o fogo, e fazem-lhe muita festa...”.
As formigas habitam a terra há mais de 100 milhões de anos, sendo consideradas o grupo com maior número de indivíduos entre os insetos. Pertencem à Família Formicidae, da Ordem Hymenoptera e já foram descritas mais de 12.000 espécies, distribuídas por todas as regiões do globo, menos nos pólos. Nas Américas causam enormes prejuízos às plantações, fato registrado por inúmeros viajantes desde a chegada dos europeus. Muitas tribos as utilizavam como alimento.
Jesuítas enviados para catequizar os índios adotaram a prática indígena de comer formigas. Não só a adotaram como difundiram esta prática, ao menos entre os paulistas, com o objetivo de combater esta praga da lavoura. Na São Paulo do século XIX forasteiros ficavam escandalizados quando viam as tanajuras sendo vendidas em tabuleiros das pretas ao lado das comidas tradicionais como biscoito de polvilho, pé-de-moleque, furrundum de cidra, cuscuz de bagre e de camarão, pinhão quente, batata assada no forno e cará cozido.
Indígenas do norte de Minas Gerais torravam o abdômen da tanajura para comê-lo. Tanajura ou içá é a fêmea da formiga saúva fecundada e cheia de ovos. Índios do rio Uruapés da Amazônia, quando percebiam a movimentação das tanajuras se preparando para sair em revoada, montavam um jirau com cerca de meio metro de altura acima do olheiro, onde se acomodava toda a família, e as recolhiam à medida que emergiam. Eram ingeridas cruas com beiju ou farinha e quando a quantidade era muito grande eram recolhidas e depois assadas.
Os Mixtecos, indígenas mexicanos, apreciavam as formigas chicatanas assadas ou como recheios de tamales. As saúvas eram muito apreciadas por povos que habitavam a região noroeste da Amazonia. A tanajura vinha sendo consumida por indígenas crua, assada ou imersa em água quente desde antes da chegada dos europeus nas Américas. Seu abdômen torrado ainda é muito apreciado como tira-gosto ou acompanhado de arroz e feijão em algumas regiões de Minas Gerais e seu sabor lembra o amendoim torrado, embora alguns identifiquem seu gosto como o de camarão, de torresmo e mesmo de manteiga. No interior de São Paulo elas são colocadas na cachaça e o Brasil exporta para os Estados Unidos tanajuras em conserva, envoltas por chocolate.
A partir do modo de preparo básico dos indígenas, vários petiscos foram desenvolvidos como içá torrada com amendoim, içá assada, paçoca de içá com farinha de mandioca ou de milho, içá moqueada e servida com molho de tucupi e outros.
Para capturar formigas os índios faziam uma pequena cova no olheiro e nela jogavam água, que obrigava os insetos a saírem do formigueiro quando eram então apanhados e colocados em uma cabaça. Na aldeia seriam assados e comidos.
Os índios Western Shoshone de Idaho, Nevada, Utah e Califórnia cavavam logo pela manhã buracos no solo para aprisionar formigas, que eram assadas, piladas e cozidas para formar uma papa grossa. Outra maneira de coletá-las era colocando um pedaço de couro cru ou casca fresca de árvore sobre o formigueiro e esperar que se cobrissem de formigas. Elas eram secas e guardadas para consumo futuro. Os Cahuila do sul da Califórnia cavavam formigueiros em busca de formigas e larvas. Para assá-las, elas eram jogadas em um buraco onde havia pedras quentes. Também as ingeriam tostadas ou cozidas.
Os índios Enawenê-nawê, do Mato Grosso, preparavam as formigas saúvas assando-as, socando-as no pilão e misturando-as à massa de mandioca no preparo do beiju. A coleta era feita introduzindo uma vara fina no olheiro e recolhendo os insetos que ficavam nela presos. Também usavam o artifício de produzir com as mãos um som semelhante ao produzido pelos inimigos das formigas, o que as obrigava a sair do solo, sendo então coletadas. Os Maué do Amazonas torravam a saúva, socavam, transformando-as em paçoca. e os Cinta Larga de Mato Grosso e Rondônia fritavam a tanajura para comer.
Na América Central era comum o comércio de formiga como alimento pelos nativos. Indígenas do Brasil e Colômbia criavam saúvas para servirem como alimentos. Na Colômbia os formigueiros eram considerados propriedade de família, que os administravam e os exploravam. Recebiam cuidados especiais, sendo protegidos com cercas. As formigas eram apreciadas com chicha (bebida alcoólica feita com milho fermentado) e um tipo de pão feito de mandioca. Eram consumidas amassadas, moídas ou torradas e os indígenas a elas atribuíam propriedades analgésicas e afrodisíacas.
Os Apiaká, do Mato Grosso e Pará, consumiam o abdome da saúva. Os Xavante e os Kuikuro do Mato Grosso e os Quiapêr de Rondônia incluíam formigas em suas dietas. Índios da região do Xingu comiam apenas as cabeças dos soldados e operários.
Os Maué da Amazônia torravam, pilavam a formiga saúva e faziam paçoca. Indígenas da região do rio Uaupés, da Amazônia, comiam a saúva viva ou assada. Indígenas do Maranhão do fim do século XVI e início do XVII apreciavam formigas assadas e os Índios do Pará temperavam as saúvas com tucupi. Além de serem usadas como alimentos, as formigas eram usadas em rituais e nas relações sexuais. Índios da Amazônia serviam-se das dolorosas picadas das formigas merepetec para excitar os órgãos sexuais masculinos e femininos antes do coito. Os Maué utilizavam as formigas tocandira (Cryptocerum atratum) para provar o valor e a capacidade de sofrer dos homens. Sua picada causava dor intensa, febres e calafrios e a região picada ficava arroxeada. Colocavam os animais em luva de palha e plumas e envolviam a mão e o braço do guerreiro com ela. As formigas serviam também para indicar a presença de ouro no local. Bastava procurá-lo nos montículos que elas faziam na superfície, trazendo terra do subsolo. Também eram usadas para fechar ferimentos:
“... mas as saúvas não largam, ainda que as matem, e antes perderão a
cabeça, ficando com as torqueses cravadas na carne, do que soltarem elas a
presa, por isso usam delas alguns cirurgiões, quando querem coser alguma
cicatriz com segurança, sem usarem pontos...”.

### Gafanhotos
Pertencem à Ordem Orthoptera, Subordem Caelifera. Alimentam- se de folhas de inúmeras plantas e algumas espécies juntam-se aos milhares formando a nuvem de gafanhotos e destroem imensas áreas plantadas.
O consumo de gafanhotos é muito antigo e na Bíblia, no Evangelho de Marcos, há a informação que o apóstolo João comia gafanhoto e mel.
Índios de Cartagena coletavam e secavam gafanhotos que serviam de moeda de troca no comércio com povos do interior. Os índios de Tucuman (Argentina) apreciavam estes insetos como alimento, o mesmo acontecendo com os Makuxi da região dos Rio Branco e Rio Rupununi, compreendendo Brasil e Guiana e com os Xavante do Mato Grosso. Índios de Roraima eram outros adeptos do consumo de gafanhotos, assim como os habitantes da região do rio Uaupés, da Amazônia e os Quiapêr de Rondônia.
Os Cahuilla do sul da Califórnia, cavavam longas valetas, onde colocavam areia e pedras aquecidas, e tocavam os insetos para dentro delas para tostá-los e os que não eram comidos na ocasião eram armazenados. Os Paiute do Arizona, Utah e sudeste da Califórnia e Nevada às vezes comiam os gafanhotos crus, mas também os grelhavam em buracos no solo ou diretamente no fogo, os trituravam e os guardavam. Os Washo da fronteira da Califórnia e Nevada pegavam os gafanhotos com as mãos ou ateavam fogo no capim fazendo com que os insetos caíssem em valetas pré-cavadas. Depois
de assados eram triturados e guardados para futuro consumo com outros alimentos.

### Grilos
Os grilos são insetos da Subordem Ensifera, Ordem Orthoptera, compreendendo mais de 900 espécies.
Os Nishinam da Califórnia ingeriam grilos grelhados. Os Washo da fronteira entre Califórnia e Nevada, Os Shoshoni de Nevada, Califórnia e Montana e os Southern Paiute do Arizona, Utah e sudeste da Califórnia e Nevada também apreciavam grilos. Os Cahuilla do sul da Califórnia davam preferência às pupas, que eram ingeridas grelhadas. Quando havia grandes quantidades eram grelhadas, secas e armazenadas.
Índios do oeste norte-americano comiam também o mormon cricket, Anabrus simplex (Orthoptera: Tettigoniidae), que não é bem um grilo, mas taxonomicamente está a ele relacionado. Em determinadas épocas do ano surgiam em bandos de quase dois quilômetros de largura e vários de comprimento. Para capturá-los os índios cavavam valas de dez a quinze metros de comprimento, enchiam-nas de capim seco e forçavam os insetos a caírem nelas. Depois era só colocar fogo no capim e recolher cestos e mais cestos de insetos tostados. Estes eram também secos e transformados em farinha que podia ser guardada por muito tempo. Era usada para fazer pão.
Outra técnica de captura era enxotá-los para valas cheias de água e com vários cestos, onde, inadvertidamente, os insetos se agarravam para não se afogarem. Os cestos eram removidos cheios da iguaria, que era misturada a bagas e groselha para se fazer a massa do pão. Eles também eram pegos facilmente logo que amanhecia, pois se aglomeravam em grandes números sob os arbustos devido ao frio. Muito apreciada pelos índios era a sopa feita com estes insetos, que, segundo testemunhos, apresentava o sabor de carne seca de veado.

### Larvas
“Criam-se em canas (taquaras) uns bichos roliços e alongados, todos
brancos, da grossura dum dedo, que os índios chamam rahú e costumam
comer assados e torrados. E há-os em tanta quantidade que dele se faz banha
semelhante a do porco, e serve para amolecer o couro e para comer. Destes
insetos uns se tornam borboletas, outros saem ratos que fazem os ninhos
debaixo das mesmas canas, e outros que se transformam em lagartas que
devoram as eras.”.
Pela afirmação do venerado Anchieta de que larvas geram ratos e lagartas
pode-se deduzir que ele era adepto de uma versão distorcida da teoria
da origem da vida por geração espontânea.
Entre os insetos há os que não apresentam metamorfose, ou seja, do ovo surge organismo semelhante ao adulto, mas com amadurecimento sexual em formação, como no caso das traças. Outros insetos apresentam metamorfose incompleta, com os estágios ovo - ninfa(ou imago)-adulto. No estágio de ninfa o animal se parece com o adulto, mas com amadurecimento sexual em formação e faltando geralmente asas, como no caso dos gafanhotos. A metamorfose completa é caracterizada pelos estágios ovo-larva-pupa-adulto. Neste caso na fase de larva ele se movimenta e no de pupa (também chamada de crisálida) não, como nas borboletas.
Cristóvão Colombo mencionou que os índios consumiam larvas encontradas em madeira em decomposição. O Padre Anchieta já registrava que larvas de insetos encontradas em taquaras eram consumidas assadas ou cozidas. Banha semelhante à de porco era extraída dessas larvas e servia para comer e para amaciar couro. No início do século XX há registros do consumo de larvas encontradas em palmeiras no interior do Maranhão, apreciadas tanto cruas como fritas.
Os nukaks do Departamento de Guaviare, na Colômbia, consumiam larvas de escaravelho e vespas. Os yukpas da Colômbia e Venezuela preferiam em sua alimentação larvas de insetos a carnes, o mesmo ocorrendo com os tucanos da Amazônia colombiana. Os asteca do México apreciavam larvas aquáticas.
Larvas da broca do olho do coqueiro, ou bicho-do-coco (larva do besouro Pachymerus nucleorum Fabricius) e a do bicho-da-palmeira (larva do besouro Rhynchophorus palmarum Linnaeus) eram quitutes para povos indígenas, podendo ser degustadas cruas ou fritas na sua própria gordura.
Os suruis de Rondônia eram grandes apreciadores de larvas de coleópteros dos gêneros Rhynchophorus spp. e Rhina spp. que ocorrem em cocos de babaçu (Orbignya martiana B. Rodr.). As mulheres colocavam o coco sobre uma pedra e o quebravam com outra e extraiam a larva que chega ao comprimento de dois centimetros. Quando a larva era danificada no processo era ingerida ali mesmo. Caso contrário era colocada em pequenos cestos para depois serem fritas na própria gordura e consumidas puras ou como acompanhamento de milho assado ou pipoca. Larvas cruas, depois de piladas, eram misturadas ao mingau de milho. Homens, em acampamentos de caça, colocavam os cocos na brasa e depois os quebravam, consumindo as larvas já assadas.
A gordura das larvas também era usada externamente pelos Surui de Rondônia como remédio para febre, dor de cabeça, furúnculos e outras doenças quando misturada à tinta do urucum (Bixa orellana), que geralmente era usada para fins ornamentais. Por sua vez, os Timbira pilavam os cocos com as larvas e produziam um creme para os cabelos.
Os índios Jihaui do Amazonas apreciavam a puremu, larva que nasce dentro do coco de babaçu. Era consumida frita e empregavam a gordura liberada na fritura como tônico capilar, excelente para evitar cabelos brancos. Os Araweté do Pará adoravam larvas do coco de babaçu, assim como os povos do alto do rio Negro como os Tukano, Tariana e Piratapuia.
Para obter bebida alcoólica, índios Guarauno do rio Orinoco, da Venezuela, derrubavam palmeiras e no tronco faziam amplos sulcos longitudinais, onde se acumulava um líquido que, recolhido, era deixado para fermentar. Quando o tronco secava, no sulco apareciam larvas, que eram gulosamente consumida. Os Tapirapé do Mato Grosso gostavam de comer larvas de vespas.
Os índios Enawenê-nawê, antes conhecidos como Salumã, que viviam às margens do rio Iquê, no Mato Grosso, consumiam larvas de besouros e borboletas. Os tratos intestinais eram removidos e as larvas eram levadas ao fogo envoltas por folhas de pacova e depois consumidas com beiju. Larvas e pupas cruas de vespas eram também muito apreciadas por eles, assim como os alimentos que as vespas coletam para seus filhotes. Para coletá-las os índios afugentavam os adultos agressivos com tochas de fogo.
Larvas de besouros eram iguarias para os índios Muisca e os Nukak, da Colômbia, o mesmo ocorrendo com os Uitoto da Amazônia colombiana e peruana. Estes muitas vezes consumiam a larva viva. Índios do Amazonas ingeriam assadas ou fritas as larvas do besouro Calandra palmaram encontradas nos troncos caídos da palmeira miriti (Mauritia flexuosa L.f.).
Os Yukpa, que viviam na Colômbia e Venezuela, assim como os Tukano, da Colômbia, preferiam alimentar-se de larvas de besouros do que de carnes de animais. Os Tukano comiam também o besouro adulto. Os Apiaká, do Mato Grosso e Pará, consumiam larvas de palmeiras, enquanto os Guarani do litoral norte do estado de São Paulo adoravam uma larva gordurosa, cujo sabor lembra coco, que ocorre em troncos de pés de palmito.
Os Cinta Larga de Mato Grosso e Rondônia eram grandes apreciadores de larvas de besouros que se alojam em coquinhos de babaçu e tucumã e larvas de lepidóptero encontradas enroladas em folhas. Larvas de saúva e a própria formiga eram ingeridas fritas. Entre os Parakanã do Pará as mulheres coletavam larvas dos coquinhos de babaçu e do bicho-do-mamão. O bicho-do-mamão era enrolado em folha de babaçu e assado em fogo aberto.
Os Haló’ Té Sú do Mato Grosso comiam a larva do cupim crua, algumas vezes misturadas à farinha de mandioca. O coró, lagarta do buriti, era comida crua com beiju. Os Cainguá do Paraná, Mato Grosso e Paraguai derrubavam árvores com o único objetivo de coletar larvas que apareciam quando os troncos estavam apodrecendo.
Na Paraíba, os índios Desâna coletam as wahsu’bulo, larvas de borboleta que se alimentam de folhas de uma palmeira e as consumiam cozidas em água e sal. Já ás larvas da mariposa nihtiá eram torradas e socadas no pilão e consumidas por eles com sal e pimenta, juntamente com beiju. Os Nambikwara do Mato Grosso assavam larvas nas cinzas quentes da fogueira e as comiam.
As mulheres dos Atché, do Rio Uruguai, apreciavam tanto o coró, larva encontrada em troncos apodrecidos, que eram capazes de abandonar seus maridos para se juntarem a índios que descobriam novas fontes daquela larva. Larvas de coleópteros encontradas em pupunheiras eram muito procuradas pelos índios, assim como as do gorgulho do buritizeiro e as que atacavam os frutos da palmeira uauaçu. Os Canoeiro, ou Carijó, do Tocantins e Goiás, além de gostar de frutas amassadas com mel, também ingeriam os favos com larvas, mergulhados ou não no mel. Os Canoeiro do alto rio Juruema, no Mato Grosso, preparavam um prato com larvas e castanhas raladas e cará, onde podia haver bananas maduras e carne de aves. Com larvas de borboletas faziam outro prato misturando-as à farinha de mandioca, batata-doce ou cará pilado que já estavam quase cozidos.
Larvas do tapuru, ou bicho-de-fruta, eram muito valorizadas por povos do rio Negro como os Tukano, Tariana e os Piratapuia. Pedaços de vespeiro com larvas e ovos serviam como iscas para peixes pelos Kaingang, ou Coroado, do Paraná e Santa Catarina. Os Botocudo de Minas Gerais faziam diferentes pratos com larvas que estavam no interior de taquaras às margens do rio Doce. Outras larvas e insetos eram ingeridos ao natural.
Índios amazônicos também faziam armadilhas para larvas. Quando percebiam que elas estavam comendo as folhas das árvores japurá e cunuri, derrubavam a vegetação próxima para impedir que as larvas passassem para elas, sendo obrigadas a descer em busca de alimento. Prendiam ao redor do tronco um anel de folha bem lisa, onde as larvas escorregavam e caiam no solo, sendo apanhadas e assadas lentamente próximas ao fogo. Se os insetos estavam na fase de crisálidas, cortavam os galhos com os casulos e os assavam. Apreciavam também vivas ou torradas umas larvas amarelo-esverdeadas semelhantes ao bicho-da-seda que se alimentavam das folhas do ingazeiro. Outras larvas eram também consumidas como as que apareciam nas plantas cunuri, acuaricaua e pupunheira. Larvas de vespas e maribondos eram comidas com farinha.
Os Kaiapó da Amazônia comiam larvas de várias espécies de abelhas e marimbondos. Vários tipos de larvas que se nutrem de folhas faziam parte do cardápio dos índios Tukano da Amazônia: a me’re-pãma e a me’re-kapextorõã da folha do ingazeiro; a nyxtyá do cunuri; a nextoá de planta do mesmo nome indígena; a suxpi-sõ da acaricuara; a pixkõrõã da pupunheira; a sita da uxpisikara.
Os Cahuilla, do sul da Califórnia, tostavam as folhas da planta agave onde se alojavam as larvas do lepidóptero Megathymus stephousi. As larvas eram saboreadas em separado e eram tidas como excelente iguaria. Os Athabascan do Alasca algumas vezes tostavam as lagartas antes de ingeri-las. Com outras faziam delas uma sopa, onde às vezes adicionavam um animal semelhante à minhoca.

### Moscas
As moscas pertencem à Ordem Diptera, com cerca de 10000 gêneros, onde também se acham os mosquitos. Há cerca de 150000 espécies de Dipteros, presentes em todo o planeta, incluindo os polos, em todos os ambientes, inclusive o aguático.
Os Asteca, do México, incluíam em suas dietas moscas aquáticas, assim como ninhos esponjosos feitos por elas. Ovos de outras moscas aquáticas formavam uma grande massa lamacenta parecida com queijo e chamada de tecuitlatl, ou excremento de pedra. Eles espremiam a massa e a usavam para fazer pães.
Índios da tribo Mono da Serra Nevada (Califórnia e Nevada) secavam ao sol as pupas da mosca kutsavi (Hydropyrus hians) e faziam um tipo de pão misturando-as com bagas, sementes de capim e outros ingredientes. Eram também ingeridas cruas ou fritas.

### Ovos de insetos
Indígenas mexicanos consumiam, antes da chegada dos espanhóis, ovos de mosca, de formiga e de percevejos aquáticos, sendo que estes recebem no México o nome de ahuahutle, o caviar mexicano. Também apreciados como caviar eram os ovos depositados em grandes quantidades sobre as águas pela mosca aquática axayacatl.

### Percevejos
Os percevejos pertencem à Subordem Heteroptera, Ordem Hemiptera, com mais de 25000 espécies.
No sul do México os percevejos foram e continuam sendo muito apreciados devido ao sabor salgado.

### Piolhos
O piolho pertence à Ordem Phthiraptera, termo constiruído pelas palavras gregas phthirus=achatado; a=sem; ptera=asas. São insetos sem asas que parasitam mamíferos e aves.
Os Makuxi da região dos rio Branco e rio Rupununi, compreendendo Brasil e Guiana, e os Crixaná de Roraima eram grandes apreciadores de piolhos.
Índias do Rio de Janeiro do século XVI comiam os piolhos à medida que os tirava das cabeças dos seus filhos, como relatou o padre franciscano, cosmógrafo, explorador e escritor francês André Thevet, :
“Existe, também a bicharia que nasce sobre os homens, como grandes
piolhos vermelhos que têm por vezes na cabeça. Apanham-nos com tamanho
desdém, quando mordidos ou picados, que se vingam deles com risadas. Conversando
com esses bárbaros, via, certas ocasiões, as mulheres que catavam os
insetos na cabeça de suas filhas e demais crianças, tantos quanto podiam
encontrar, e os comiam em seguida, além de zombarem de mim quando me
punha a rir de tal vilania.”.

### Plecópteros
A pequena Ordem de insetos aquáticos chamada de Plecoptera tem pouco mais de 2000 espécies. O nome significa asa dobrada, proveniente de duas palavras gregas pleco e ptera. Com exceção da Antartica, ocorre em todo o resto do mundo.
Índios do oeste da América do Norte apreciavam os insetos aquáticos salmon fly (Pteronarcys california) cozidos. Quando havia muitos eram secos e guardados para serem consumidos durante o inverno.

### Vespa e marimbondo
A Ordem dos Himenópteros compreende as vespas e os marimbondos, estes sendo vespas das Famílias Vespidae, Pompilidae ou Sphecidae.
Índios Chu] da Guatemala consumiam pupas do gênero Polistes spp. e os Maia do México larvas de vespas, por eles chamadas de ek.
Para se apoderar de caixas de marimbondos, índios da Amazônia esfregavam a mão na axila e a aproximava da caixa, forçando os insetos a se porem em fuga devido ao cheiro do suor. A caixa lhes servia de prato, onde era adicionada a farinha que era comida com as larvas.
Vespa era chamada de caba por várias tribos. Uma delas, entre os rio Tapajós e rio Madeira resolveu adotar este nome para designar seu povo, ficando conhecido como Cabaiva, que significa caba assanhada. Os Apiaká, do Mato Grosso e Pará, consumiam filhotes de marimbondo. Os Araucano do Chile e Argentina adoçavam seus alimentos com o mel do marimbondo Bombus chilenses que fazem seus ninhos no solo.